# Delphin Debenest
Delphin Debenest, né le 29 mars 1907 à Blanzay et mort le 2 juillet 1997 à Échiré, est un magistrat et résistant français. Après la capitulation de l'Allemagne nazie, il est désigné avocat général-chef de section dans la délégation française au procès de Nuremberg.

## Biographie

### Jeunesse et débuts dans la justice
Né le 29 mars 1907 à Blanzay, dans la Vienne, Delphin Debenest fait ses études à Poitiers, avant d'intégrer la magistrature en 1932. Il est nommé substitut à Niort en 1935 où il épouse la fille d'Ernest Pérochon, prix Goncourt 1920. Mobilisé en 1939, affecté dans les Ardennes, dans un secteur clé du front, il observe directement la percée allemande en mai 1940 et vit la débâcle jusqu'à Albi. De retour à Niort en août, il est nommé substitut à Poitiers en janvier 1941.

### Un magistrat résistant
Il prend contact avec la Résistance dès 1941. Dans le cadre de ses fonctions, il collecte des renseignements, produit de faux documents et entrave la répression de l'occupant et de Vichy. Il commence par faire partie du réseau Renard.
En juin 1943, il devient agent de renseignements de la France Libre, au sein du réseau Delbo-Phénix puis en octobre 1943 en contact avec le réseau « Mousquetaire ». Il est désigné en juillet 1944 par le Commissaire régional de la République pour organiser et diriger le service de sécurité de la Région de Poitiers. En parallèle de son engagement comme résistant, il continue à exercer au tribunal de Poitiers.
Arrêté par la Gestapo en pleine audience au Palais de justice de Poitiers le 24 juillet 1944, (ou le 27 juillet 1944), Debenest est d'abord détenu à la prison de la Pierre-Levée à Poitiers, puis transféré à Compiègne-Royallieu et déporté le 21 août au Petit camp de Buchenwald (départ par le convoi no 79 du 17 août), après avoir été condamné pour complicité d'espionnage. Le 15 septembre, sous le matricule 81 337, il est transféré au kommando Hecht d'Holzen. Contraint au travail forcé, il participe à la construction d'une usine d'armement souterraine. Au début du printemps 1945, les conditions de vie se durcissent sur place, la nourriture est moins abondante, les déportés n'ont presque plus rien à manger. 
Face à l'avancée des Alliés, le camp est évacué le 5 avril 1945. Delphin Debenest et ses camarades survivants doivent monter dans un train de wagons à charbon, direction Bergen-Belsen. En chemin, Delphin Debenest échappe à un bombardement allié meurtrier en gare de Celle. Il profite de la confusion pour s'évader en compagnie d'un autre déporté, André Rougeyron, originaire de Normandie. Ils sont recueillis par l'avant-garde de l'armée britannique le 14 avril 1945 et ramenés en France.

### Juge au tribunal de Nuremberg
Le 6 octobre 1945, il est nommé au sein de la délégation française au Tribunal international de Nuremberg. Avocat général-chef de section (procureur adjoint), Delphin Debenest est notamment chargé notamment des rapports sur certains crimes nazis, tels que les arrestations, la déportation, les camps de concentration et les expériences médicales,. Au poste qu'il occupe, il est au troisième niveau de la hiérarchie de la délégation française. Il organise la Section chargée de la poursuite des organisations nationales-socialistes, prépare en collaboration avec la Délégation britannique, le contre-interrogatoire de Kaltenbrunner et mène seul, à l'audience, celui de Seyss-Inquart. Ses questions et les déclarations de l'accusé mettent en lumière son rôle dans la déportation des Juifs, le travail forcé de prisonniers et d'autres crimes de guerre ; il sera finalement condamné à mort.
Sa femme Simone le rejoint pour un mois à Nuremberg et assiste au procès en réalisant des croquis des juges et des accusés et en prenant des notes, à la manière d'une journaliste.
En 1967, lors d'un colloque, il exprime son « amertume » au sujet du procès et de sa conclusion, jugée décevante en raison des tensions grandissantes entre les deux blocs qui font passer au second plan le droit international.  

### Fin de carrière et dernières années
Entre 1946 et 1954, Delphin Debenest est procureur de la République à Niort, puis au tribunal de la Seine. Il termine sa carrière comme président de chambre à la cour d'appel de Paris, avant de prendre sa retraite en 1977. Selon l'historien Dominique Tantin, ni son rôle dans le procès de Nuremberg ni ses actions de résistant et sa déportation ne l'ont favorisé dans sa carrière après la guerre. Des magistrats au passé de collaborateurs lui sont parfois préférés. L'historien évoque une « injustice ».  
Il est nommé président de chambre honoraire et reçoit la Légion d'honneur à titre militaire et civil, mais également la médaille de la Résistance française et son équivalent belge. Delphin Debenest se retire dans sa demeure d'Échiré (Deux-Sèvres) où il meurt le 2 juillet 1997,, à l'âge de 90 ans. 

## Vie privée
Delphin Debenest épouse Simone Pérochon, la fille de l'écrivain Ernest Pérochon.

## Hommages
En octobre 2016, à l'occasion des 70 ans du procès de Nuremberg, une plaque est apposée sur le palais de justice de Niort, où il a exercé, en présence de ses enfants. Une exposition temporaire composée de 33 panneaux informatifs est également mise en place dans la salle des pas perdus du tribunal.
Durant l'été 2025, à l'occasion des 80 ans du procès de Nuremberg, le Mémorial des enfants d'Izieu organise également une exposition temporaire sur lui et sa femme. Elle est centrée sur son expérience du Tribunal international.